# Susanna Tamaro
Susanna Tamaro (Trieste, 12 de dezembro de 1957) é uma escritora italiana.

## Biografia
Foi criada pela avó materna após a separação dos pais, Anna e Giovanni. Cresceu escutando as histórias que o avô lhe contava sobre as duas terríveis guerras mundiais que devastaram a região.
Em 1963 deu início aos seus estudos primários na escola local, dividida em duas secções, uma masculina e a outra feminina. Terminando o ensino secundário em Trieste, recebeu, em 1976 uma bolsa de estudos para frequentar o Centro Sperimentale di Cinematografia, para onde se transferiu.
Em 1977 inicia o seu trabalho no cinema, como assistente do cineasta Salvatore Samperi. Na década de 80 trabalhou para a televisão italiana.
Susanna Tamaro aponta 1978 como o ano em que começou a escrever. Terminou o primeiro livro Illmitz, que não foi publicado, em 1978. Também os seus seguintes trabalhos foram declinados. Só em 1989 saiu o seu primeiro livro sob o título La testa tra le nuvole (Com a cabeça nas nuvens). Dois anos depois, em 1991,  publicou a obra Per voce sola (Para uma voz só), pela qual recebeu elogios do próprio Federico Fellini. O seu primeiro livro infantil, Cuori di ciccia (O cavaleiro Lua Cheia), saiu em 1992. Seguiu-se a obra Và dove ti porta il cuore (Vai aonde te leva o coração), o livro italiano de maior sucesso do século XX.
O seu livro mais célebre é Vai Aonde Te Leva o Coração (Và dove ti porta il cuore). é também autora do romance Com a cabeça nas nuvens.

## Obras
- Com a cabeça nas nuvens (La testa tra le nuvole), 1989;
- Para uma voz só (Per voce sola), 1991;
- O cavaleiro Lua Cheia (Cuore di ciccia), 1992;
- Vai aonde te leva o coração (Và dove ti porta il cuore), 1994;
- O menino que não gostava de ler (Papirofobia), 1994;
- Um lugar mágico (Il cerchio magico), 1994;
- A alma do mundo (Anima mundi), 1997;
- Um respirar tranquilo (Il respiro quieto), 1997;
- Querida Mathilda, não vejo a hora do homem caminhar (Cara Mathilda: non vedo l'ora che l'uomo cammini), 1997;
- Tobias e o anjo (Tobia e l'angelo), 1998;
- Regresso a casa (Verso casa), 1999;
- Responde-me (Rispondimi), 2001;
- O fogo e o vento (Più fuoco, più vento), 2002;
- Um país para lá do azul do céu (Fuori), 2003;
- Cada palavra é uma semente (Ogni Parola è un seme), 2005;
- Escuta a minha voz (Ascolta la mia voce), 2006;
- Luisito, uma história de amor (Luisito, una stora d'amore), 2008;
- Il grande albero (2009);
- Para sempre, 2011;
- Salta Bart!, 2015;
- O Tigre e o Acrobata, 2017.

.